# Me & You (Nero)
Me & You was de tweede single van de Britse electroband Nero, afkomstig van hun debuutalbum Welcome Reality. Op 2 januari 2011 was de single digitaal verkrijgbaar in het Verenigd Koninkrijk, en slechts een dag later als 12".